# Marième Boye
Marième Boye (* 7. Oktober 1956) ist eine ehemalige senegalesische Leichtathletin, die sich auf den Sprint spezialisiert hat.

## Sportliche Laufbahn
Erste internationale Erfahrungen sammelte Marième Boye vermutlich im Jahr 1979, als sie bei den Afrikameisterschaften in Dakar in 54,52 s die Silbermedaille im 400-Meter-Lauf hinter der Ghanaerin Grace Bakari gewann und mit der senegalesischen 4-mal-100-Meter-Staffel in 50,23 s gemeinsam mit Françoise Damado, Fatou Cissoko und Maty N'Diaye die Bronzemedaille hinter den Teams aus Ghana und Nigeria gewann. Anschließend schied sie bei der Sommer-Universiade in Mexiko-Stadt mit 53,75 s im Halbfinale über 400 Meter aus. Im Jahr darauf nahm sie an den Olympischen Sommerspielen in Moskau teil und schied dort mit 12,42 s in der ersten Runde im 100-Meter-Lauf aus und kam auch über 400 Meter mit 55,16 s nicht über den Vorlauf hinaus. 1982 gewann sie bei den Afrikameisterschaften in Kairo in 24,5 s die Silbermedaille im 200-Meter-Lauf hinter der Tansanierin Nzaeli Kyomo und sicherte sich über 400 Meter in 54,87 s die Bronzemedaille hinter der Kenianerin Ruth Atuti und Célestine N’Drin aus der Elfenbeinküste. Zudem gewann sie mit der Staffel in 50,62 s die Bronzemedaille hinter den Teams aus Kenia und der Elfenbeinküste.
1982 wurde Boye senegalesische Meisterin im 400-Meter-Lauf.

## Persönliche Bestleistungen
- 100 Meter: 11,8
- 200 Meter: ?
- 400 Meter: 53,75